# Reserva de biosfera del Bosque Mbaracayú
La Reserva Natural del Bosque Mbaracayú en Paraguay, está formada por la Cuenca alta del río Jejuí Guazú y la Reserva Natural del Bosque Mbaracayú (RNBM). Es representativa de dos ecosistemas de gran prioridad de conservación para el bienestar mundial: la ecorregión selva Paranaense y parte de otro ecosistema mayor; la “Mata atlántica”. Este último está distribuido en Brasil hasta la costa atlántica brasileña, el noreste argentino y el este paraguayo.
En el 2000, la RNBM y la Cuenca alta del río Jejuí obtienen la designación internacional de Reserva de la Biosfera en la 16.ª Sesión del Consejo Internacional de la Unesco, siendo la primera en esta categoría en el Paraguay.

## Reserva Natural del Bosque Mbaracayú
La Reserva Natural del Bosque Mbaracayú (RNBM) está a cargo de la Fundación Moisés Bertoni, ONG creada en 1988, con el fin de conservar la naturaleza. Está ubicada en el departamento de Canindeyú y posee una extensión de 64 405 hectáreas (644,1 km²) de bosque protegido por un Convenio Internacional firmado en 1991. Al noreste de la reserva está la cordillera del Mbaracayú, límite natural del Paraguay con Brasil, aquí se encuentra el “Salto Carapá”.
La temperatura llega a los 42 °C en el húmedo verano y a –2 °C durante el invierno. La precipitación anual tiene un promedio de 1700 mm.
Internacionalmente la RNBM reúne las condiciones de una categoría II como Parque Nacional de la Unión Internacional para la Conservación de la Naturaleza (UICN).

## Especies protegidas

### Flora
Se tiene un registro de 114 plantas de gran importancia, como ser la yerba mate Ilex paraguariensis, una planta de aplicación medicinal, aromática  y comestible.
El helecho arborescente Alsophyla atrovirens, la calaguala Anthurium plowmanii, la peroba Aspidosperma polyneuron, el ca’avotory Phyurus sp., por mencionar algunas que están en peligro de extinción en Paraguay. 
Esta flora despliega también una gran belleza y riqueza, con sus grandes árboles con flores como ser la planta de lapacho Tabebuia sp., cedro Cedrela fissilis, guatambú Balfourodendron riedelianum, peterevy Cordia trichotoma, curupa’y Piptadenia sp., yvyra pytá Peltophorum dubium, el bosque cuenta con ejemplares de árboles que miden hasta 35 m de altura.
De toda la flora protegida en Paraguay aquí están nueve especies que no se encuentran en ninguna otra reserva paraguaya.

### Fauna
De las especies protegidas de la fauna silvestre viven en la Reserva del Mbaracayú, el mboreví, tapir, el aguará guasú (Chrysoncyon brachyrus), la nutria (Lutra longicaudis), el yaguá yvyguy (Speothos venaticus), el tatú carreta (Priodontes maximus) y cuatro clases más de armadillos; el oso hormiguero y el jaguar; también dos especies de monos y cinco de felinos por mencionar algunos.
En los humedales se encuentran el yacaré hû y el yacaré overo. La reserva cuenta, además, con veinte especies de anfibios y un registro de 219 clases de hormigas.
En cuanto a las aves, existen aproximadamente 400 especies, entre las que podemos destacar al pájaro campana (Procnias nudicollis) un símbolo paraguayo, el gua'a pytá, el buitre real, el yacupetí y el pájaro carpintero. También se ven el burrito guaraní, papagayo azul, el loro vinoso, el atajacaminos ala blanca, el capuchino pecho blanco, el corbatita picudo, el apysa hú o el cachilo de antifaz, entre muchos otros.

## Comunidades indígenas
En esta reserva también se encuentran comunidades indígenas, originarias de estas tierras, de dos parcialidades:
AchéUna tribu de recolectores y cazadores, nativos de esta área. Este grupo ha establecido contacto con la sociedad paraguaya recientemente en relación con otras etnias.
GuaraníComunidades indígenas de esta etnia -mayoritaria en el Paraguay- también habitan el área de influencia de la reserva. Este grupo ya no depende tanto de la cacería sino más bien de la agricultura y el empleo asalariado.